# Эдивид
Эдивид — литовский князь XIII века, сын Довспрунка, племянник Миндовга.

## Краткие сведения
В 30—40-х годах XIII века происходил процесс формирования Великого княжества Литовского и объединения литовских земель.  Между старшими литовскими князьями шла борьба за власть, в которой старшие князья Живинбунд, Давьят и Вилигайло потерпели поражение и верх взяла семья Миндовга — Довспрунка.  В 1230-х годах умирает старший из братьев — Довспрунк, который владел северной частью литовских земель с Вильнюсским замком. Его сыновья Товтивил и Эдивид на тот момент были ещё слишком молоды и Миндовг стал старшим в роду. В это же время из-за монгольского нашествия на Русь произошло ослабление русских земель. Для укрепления своего положения Миндовг стал посылать вассально зависимых от него князей на завоевание русских земель, в которых они должны были княжить. Литовские же владения этих князей отходили к Миндовгу.
Росло сопротивление укреплению власти Миндовга. Младшие князья сплачивались и при приближении владений немцев к Литве начинали обращаться к ним за помощью против Миндовга. Опасаясь потенциального выступления Миндовг пошел на опережение и решил устранить опасность в зародыше. В конце 1248 года Миндовг послал Эдивида, его брата Товтивила и дядю по материнской линии, жемайтского князя Викинта на завоевания вглубь земель центральной Руси. Пройдя Смоленск литовцы разбили войско московского князя  Михаила Храброго, брата Александра Невского. Михаил погиб в этой битве. Однако в следующем сражении в 1249 году  у Зубцова князья потерпели поражение от Святослава Всеволодовича. Миндовг воспользовался поражением Эдивида и Товтивила, чтобы захватить их владения. Более того он направил своих людей чтобы те убили Эдивида, Товтивила и Викинта. Те не стали ждать эмиссаров Миндовга и бежали под защиту своего родственника Даниила галицкого.
В июне 1253 года Даниил галицкий выступил в поход против Чехии в который были вовлечены Эдивид и Товтивил.